# Mixed media (musikgrupp)
Mixed media var en svensk visgrupp med feministiska influenser.
Mixed media bildades i Malmö 1973 av Elisabeth Barkstedt, Kersti Olin, Lena Olin, Ingalill Persson (senare gift Dunsö) och Siv Pettersson under namnet Svartpåvitt och var då inriktad på gospelgenren. Pettersson lämnade dock snart gruppen och var under tid en ersatt av Lena Borgström. År 1974 ändrades gruppens namn till Mixed media. Gruppen, som då bestod av Barkstedt, systrarna Olin och Persson, övergick till visgenren, tilldelades "överraskningspriset" till oetablerad artist/grupp på Visfestivalen i Västervik 1976 och medverkade samma år i Lasse Holmqvists TV-underhållningsserie Sicken vicka. Gruppen medverkade även på den av den progressiva musikrörelsen arrangerade Folkfesten i Malmö. Kersti Olin lämnade gruppen 1979 för att verka vid Oktoberteatern i Södertälje och ersattes av Ellen Olterman. Gruppen tilldelades Dagens Nyheters Kasperpris 1980, men splittrades senare samma år.
Mixed medias skivor utgavs ursprungligen på Dan Tillbergs dåvarande skivbolag Bellatrix. På den första skivan medverkade också bland andra Dan Gisen Malmquist, Ale Möller och Peps Persson. Tillberg återutgav 2006 Mixed media på sitt nya kortlivade skivbolag, som för övrigt hette Mixed media music.

## Diskografi
- 1978 – Mixed media (LP, Bellatrix BLP 701)
- 1979 – Levande (LP, Bellatrix BLP 706)
- 2006 – Komplett - (återutgivning, CD, MMRCD-04)